# سترتور
سترتور (إلينوي) (بالإنجليزية: Streator, Illinois)‏ هي مدينة تقع في الولايات المتحدة في إلينوي. يقدر عدد سكانها بـ 13,710 نسمة .

## التركيبة السكانية
حدّد مكتب تعداد الولايات المتحدة بيانات التركيبة السكانية لسترتور في تعداد الولايات المتحدة. في ما يلي، التركيبة السكانية حسب تعدادي 2000 و2010.

### تعداد عام 2000
بلغ عدد سكان سترتور 14,190 نسمة بحسب تعداد عام 2000، وبلغ عدد الأسر 5,746 أسرة وعدد العائلات 3,663 عائلة مقيمة في المدينة. في حين سجلت الكثافة السكانية 752.4 نسمة لكل كيلومتر مربع (1,948.7/ميل2). وبلغ عدد الوحدات السكنية 6,176 وحدة بمتوسط كثافة قدره 327.5 لكل كيلومتر مربع (848.2/ميل2).
وتوزع التركيب العرقي للمدينة بنسبة 94.28% من البيض و2.06% من الأمريكيين الأفارقة و0.19% من الأمريكيين الأصليين و0.49% من الأمريكيين ذوي الأصول الآسيوية و0.01% من سكان جزر المحيط الهادئ و1.50% من الأعراق الأخرى و1.47% من عرقين مختلطين أو أكثر و6.64% من الهسبانيون أو اللاتينيون من أي عرق.
بلغ عدد الأسر 5,746 أسرة كانت نسبة 32.2% منها لديها أطفال تحت سن الثامنة عشر تعيش معهم، وبلغت نسبة الأزواج القاطنين مع بعضهم البعض 47% من أصل المجموع الكلي للأسر، ونسبة 12.1% من الأسر كان لديها معيلات من الإناث دون وجود شريك، بينما كانت نسبة 4.6% من الأسر لديها معيلون من الذكور دون وجود شريكة وكانت نسبة 36.3% من غير العائلات. تألفت نسبة 32.6% من أصل جميع الأسر من عدة أفراد يعيشون في نفس المنزل ونسبة 17.1% كانت تتألف من شخص يعيش بمفرده يبلغ من العمر 65 عاماً أو أكثر. وبلغ متوسط حجم الأسرة المعيشية 2.42، أما متوسط حجم العائلات فبلغ 3.07.
بلغ العمر الوسطي للسكان 38.1 عاماً. وكانت نسبة 25.8% من القاطنين تحت سن الثامنة عشر، وكانت نسبة 8.2% بين الثامنة عشر والرابعة والعشرين عاماً، ونسبة 25.7% كانت واقعةً في الفئة العمرية ما بين الخامسة والعشرين والرابعة والأربعين عاماً، ونسبة 20.8% كانت ما بين الخامسة والأربعين والرابعة والستين، ونسبة 17.5% كانت ضمن فئة الخامسة والستين عاماً فما فوق. يوجد لكل 100 أنثى 92.6 ذكر، ويوجد لكل 100 أنثى في الثامنة عشر من عمرها فما فوق 88.4 ذكر.
بلغ متوسط دخل الأسرة في المدينة 28,295 دولارًا، أما متوسط دخل العائلة فبلغ 28,864 دولارًا. وكان متوسط دخل الذكور 16,875 دولارًا مقابل 23,482 دولارًا للإناث. وسجل دخل الفرد الخاص بالمدينة 13,477 دولارًا. وكانت نسبة 0% من العائلات ونسبة 0% من السكان تحت خط الفقر، وكان من هؤلاء نسبة 0% تحت سن الثامنة عشر ونسبة 0% في الخامسة والستين من العمر وما فوق.

### تعداد عام 2010
بلغ عدد سكان سترتور 13,710 نسمة بحسب تعداد عام 2010، وبلغ عدد الأسر 5,621 أسرة وعدد العائلات 3,481 عائلة مقيمة في المدينة. في حين سجلت الكثافة السكانية 726.9 نسمة لكل كيلومتر مربع (1,882.7/ميل2). وبلغ عدد الوحدات السكنية 6,271 وحدة بمتوسط كثافة قدره 332.5 لكل كيلومتر مربع (861.2/ميل2).
وتوزع التركيب العرقي للمدينة بنسبة 91.21% من البيض و2.48% من الأمريكيين الأفارقة و0.31% من الأمريكيين الأصليين و0.44% من الأمريكيين ذوي الأصول الآسيوية و0.02% من سكان جزر المحيط الهادئ و3.45% من الأعراق الأخرى و2.09% من عرقين مختلطين أو أكثر و10.37% من الهسبانيون أو اللاتينيون من أي عرق.
بلغ عدد الأسر 5,621 أسرة كانت نسبة 30.4% منها لديها أطفال تحت سن الثامنة عشر تعيش معهم، وبلغت نسبة الأزواج القاطنين مع بعضهم البعض 41.8% من أصل المجموع الكلي للأسر، ونسبة 14.3% من الأسر كان لديها معيلات من الإناث دون وجود شريك، بينما كانت نسبة 5.8% من الأسر لديها معيلون من الذكور دون وجود شريكة وكانت نسبة 38.1% من غير العائلات. تألفت نسبة 33.1% من أصل جميع الأسر من عدة أفراد يعيشون في نفس المنزل ونسبة 16.3% كانت تتألف من شخص يعيش بمفرده يبلغ من العمر 65 عاماً أو أكثر. وبلغ متوسط حجم الأسرة المعيشية 2.41، أما متوسط حجم العائلات فبلغ 3.04.
بلغ العمر الوسطي للسكان 39.9 عاماً. وكانت نسبة 24.3% من القاطنين تحت سن الثامنة عشر، وكانت نسبة 8.8% بين الثامنة عشر والرابعة والعشرين عاماً، ونسبة 22.6% كانت واقعةً في الفئة العمرية ما بين الخامسة والعشرين والرابعة والأربعين عاماً، ونسبة 26.6% كانت ما بين الخامسة والأربعين والرابعة والستين، ونسبة 17.7% كانت ضمن فئة الخامسة والستين عاماً فما فوق. وتوزع التركيب الجنسي للسكان بنسبة 48.3% ذكور و51.7% إناث.

## أعلام
- هوارد فليتشير
- بيرت باسكين
- جيري ويلر
- كلايد تومبو
- كين سيرز